# Pomona (Pastaza)
Pomona ist eine Ortschaft und eine Parroquia rural („ländliches Kirchspiel“) im Kanton Pastaza der ecuadorianischen Provinz Pastaza. Die Parroquia besitzt eine Fläche von 55,34 km². Die Einwohnerzahl lag im Jahr 2010 bei 237.

## Lage
Die Parroquia Pomona liegt in der vorandinen Zone am Rande des Amazonasbeckens. Das Gebiet liegt in Höhen zwischen 840 m und 1100 m. Der Río Pastaza fließt entlang der südwestlichen Verwaltungsgrenze nach Südosten. Dessen linke Nebenflüsse Río Puyo und Río Tashapi begrenzen das Areal im Nordwesten und im Osten. Der Río Jandiayacu durchquert das Verwaltungsgebiet zentral in südlicher Richtung und mündet ebenfalls in den Río Pastaza. Der etwa 830 m hoch gelegene Hauptort befindet sich 23,5 km südsüdöstlich der Provinzhauptstadt Puyo. Eine 14 km lange Nebenstraße zweigt von der E45 14 km südöstlich von Puyo nach Südwesten ab und führt nach Pomona.
Die Parroquia Pomona grenzt im Norden an die Parroquia Veracruz, im Osten an die Parroquia Simón Bolívar, im Südwesten an die Provinz Morona Santiago mit den Parroquias 16 de Agosto und Palora (beide im Kanton Palora), im zentralen Westen an die Parroquia 
Madre Tierra (Kanton Mera) sowie im Nordwesten an die Parroquia Tarqui.

## Orte und Siedlungen
Neben dem Hauptort Pomona gibt es noch die Siedlungen Indichuris, Libertad und Porvenir.

## Geschichte
Die Parroquia Pomona wurde am 25. September 1978 gegründet (Registro Oficial N° 678). Die Parroquia wurde wegen der ertragreichen Landwirtschaft nach der römischen Göttin der Baumfrüchte Pomona benannt.